# Wat Xieng Thong
Wat Xieng Thong – laotańska buddyjska świątynia, która znajduje się w Luang Prabang.

## Historia
W latach 1559-1560 świątynia została wybudowana przez króla Setthathiratha. W XIX wieku budynek został zniszczony podczas grabieży. W 1828 dodano Tripitakę. W latach 60. XX wieku wykonano remont, gdzie wejście zostało odnowione złotym lakierem. W 1998 roku świątynia została wpisana na Listę Światowego Dziedzictwa UNESCO.

## Opis

### Wnętrze
Wejście do świątyni zdobią złocone drzwi, które przedstawiają sceny z życia Buddy. We wnętrzu znajdują się koła, które przedstawiają prawa buddyjskie oraz sceny z Jataki. Dach podtrzymują czarne, drewniane filary. W środku także znajduje się obraz czarnego Buddy pochodzący z czasów budowniczego tej świątyni. Od 1931 roku można było oglądać go w Paryżu, lecz po 33 latach powrócił do Wat Xieng Thong. Wnętrze ozdabia laotańska wersja Rajmany. Wnętrze zdobi także mozaika wykonana w latach 60. XX wieku.

### Pozostałe informacje
Świątynia ma 12-metrowy wóz pogrzebowy, w którym przewożono prochy królów Laosu. Do końca czasu rządów monarchii w tym kraju, właśnie tam koronowano królów państwa. Opłata za wstęp wynosi 20 000 kipów za osobę.

## Galeria

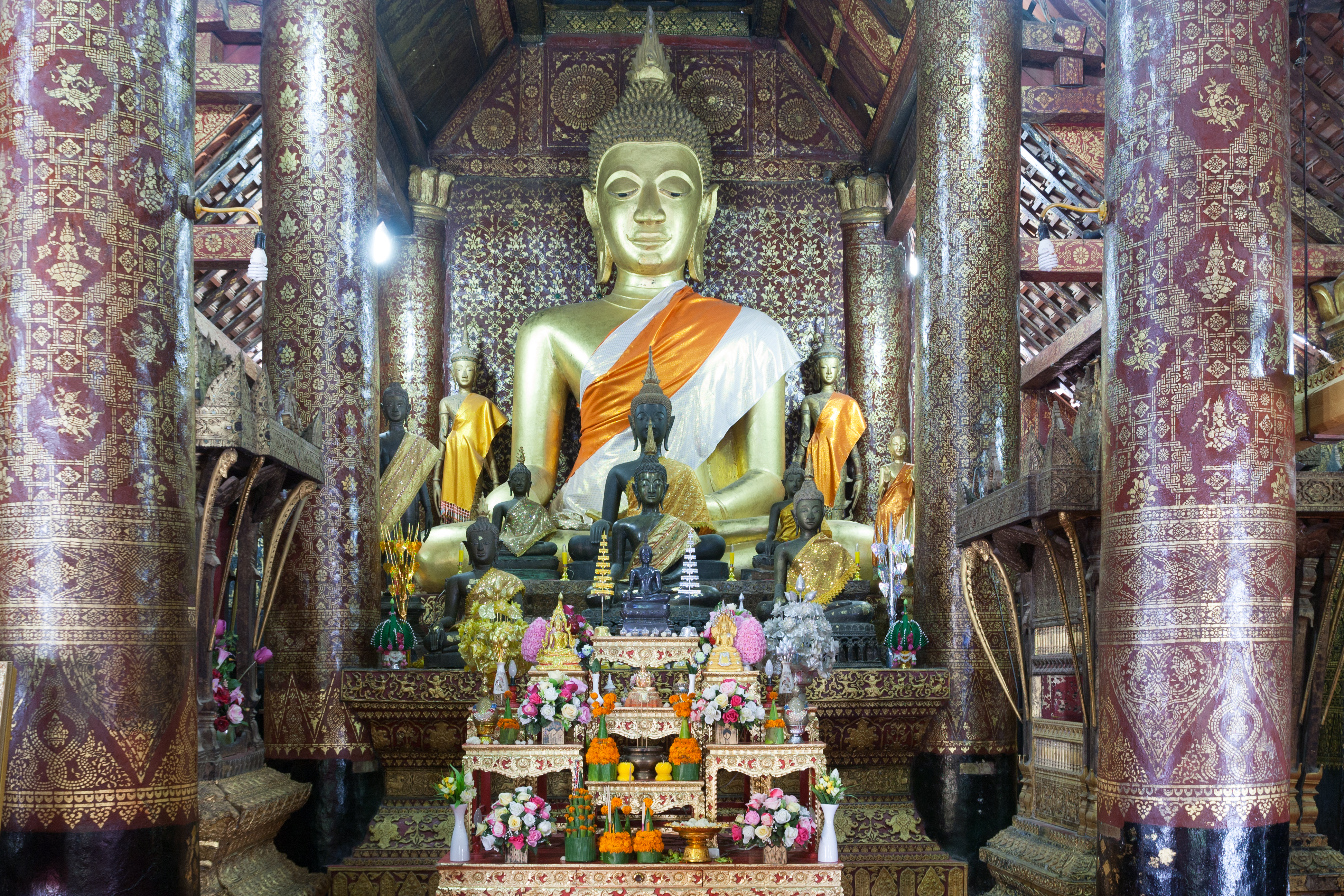
Wat Xieng Thong w środku
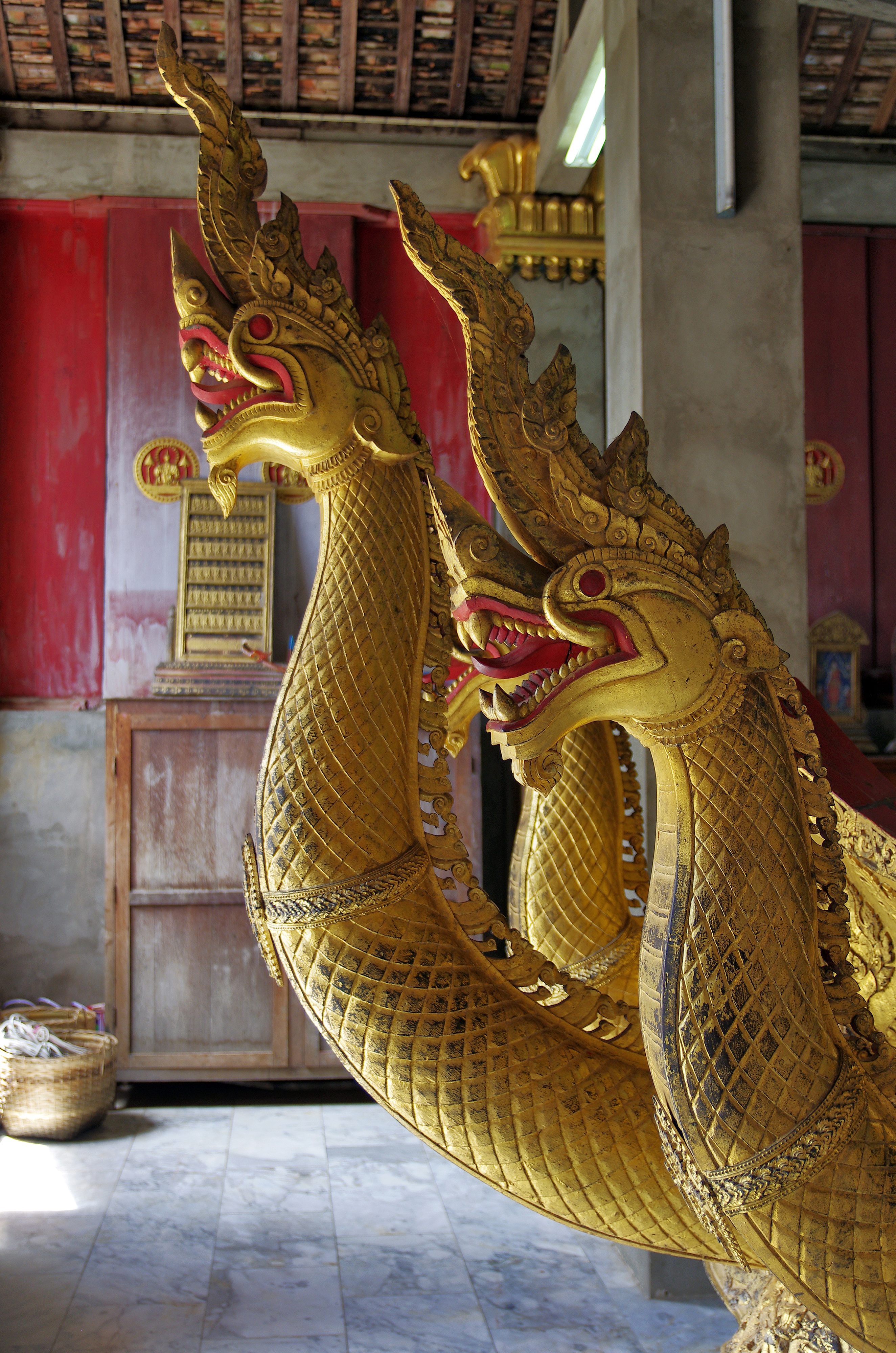
Nagowie
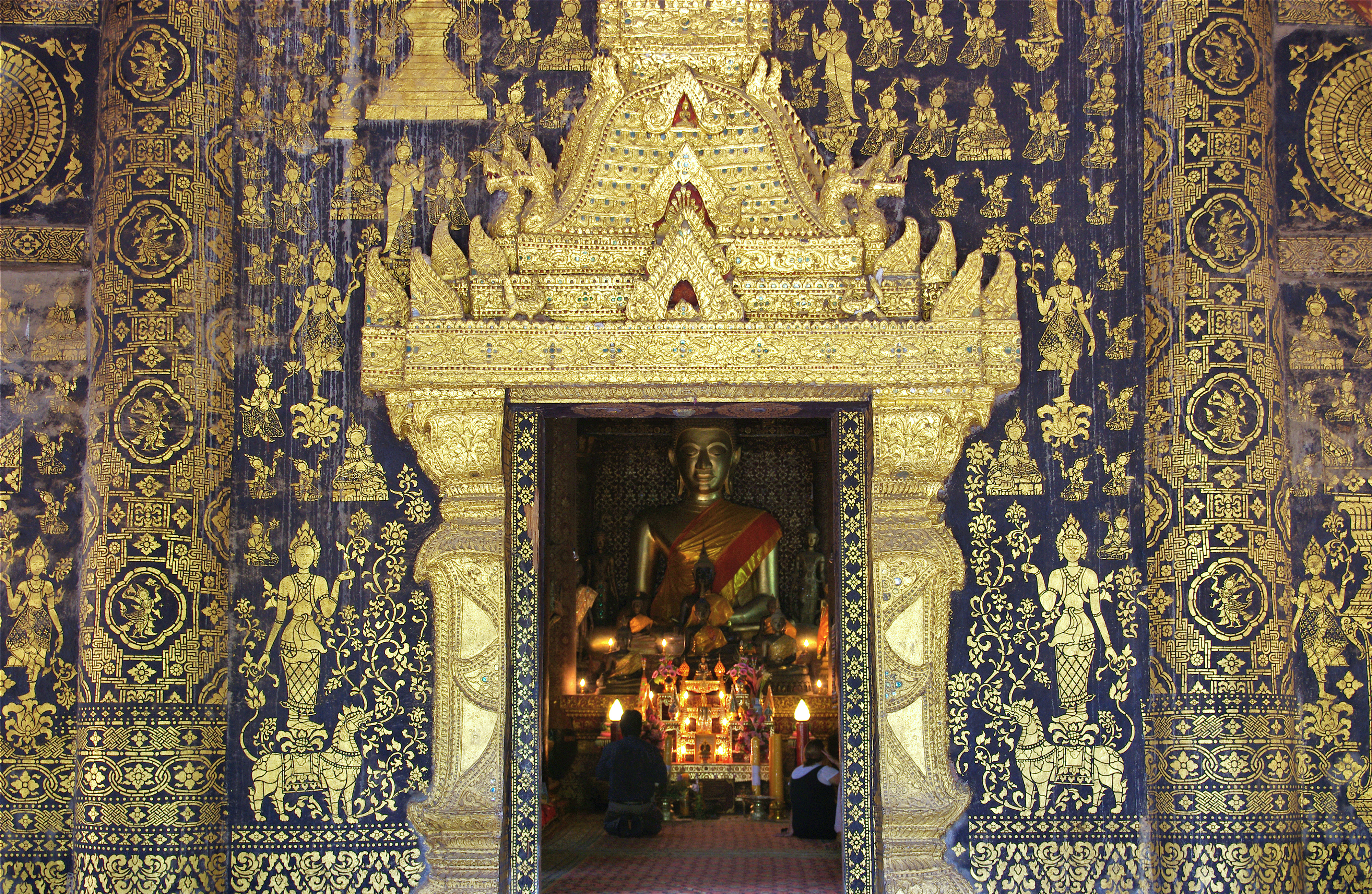
Złota ściana